# Fédération européenne des associations nationales travaillant avec les sans-abri
 (octobre 2017).
La Fédération européenne des associations nationales travaillant avec les sans-abri (FEANTSA) est une fédération d'associations qui suit l'évolution de l’exclusion liée au logement en Europe ainsi que la prise de décision nationale et locale relative aux personnes sans domicile en Europe dans le cadre de la stratégie de la Commission européenne sur la protections sociale et l’inclusion sociale.